# Кінопремія Голлівуду
«Кінопремія Голлівуду» (англ. «Hollywood Film Awards») — щорічна американська премія, яку присуджують за досягнення у кіно. Церемонія нагородження відбувається у Санта-Моніка, Каліфорнія, США. Проводиться щорічно з 1997 року, як правило, в жовтні або листопаді. Урочиста церемонія проходить в готелі «Беверлі Гілтон» у Беверлі-Гіллз, Каліфорнія, США. 
Церемонії нагородження 2014 року була першою, яку показали по телебаченні в ефірі каналу «CBS».
Вважається, що «Кінопремію Голлівуду» отримують зірки, яких можуть претендувати на премію  «Оскар».

## Номінації
- Найкращий продюсер
- Найкращий режисер
- Найкращий актор
- Найкраща акторка
- Найкращий актор другого плану
- Найкраща акторка другого плану
- Найкращий комедійний актор
- Найкращий акторський прорив
- Найкращий новий актор
- Найкращий акторський склад
- Найкращий режисерський прорив
- Найкращий сценарист
- Найкращий блокбастер
- Найкраща пісня
- Найкращий документальний фільм
- Найкращий анімаційний фільм
- Найкращий оператор
- Найкращий композитор
- Найкращий монтажер
- Найкращі візуальні ефекти
- Найкращий звук
- Найкращий дизайн костюмів
- Найкращий грим та зачіски
- Найкращий виробничий дизайн
- Нагорода «У центрі уваги»
- Нагорода за кар'єрні досягнення